# Waterhardheid

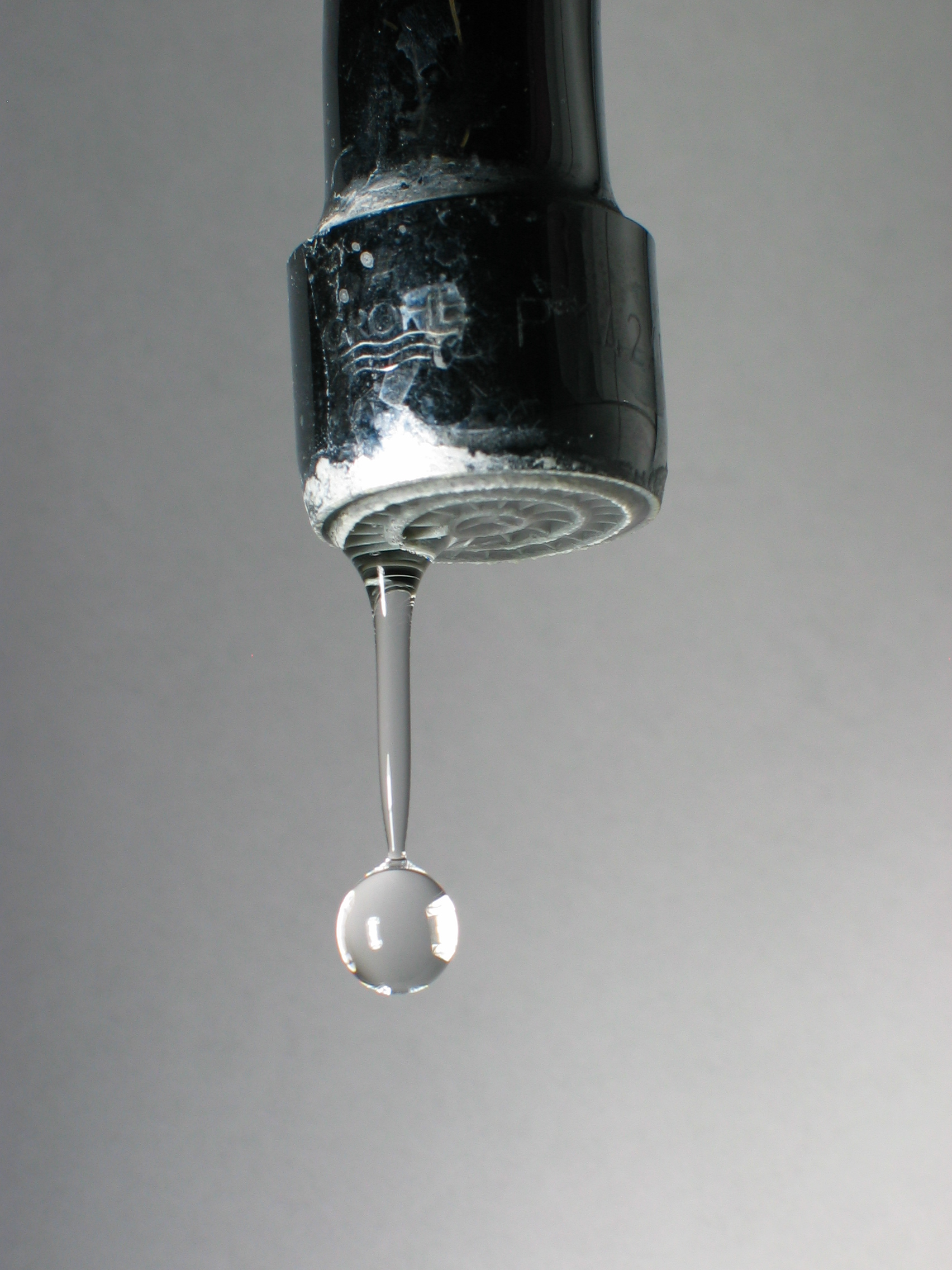
Kalkaanslag op een kraan

De waterhardheid van water is een maat voor de concentratie van metaal-ionen, veelal magnesium- en calciumcarbonaat, maar ook bicarbonaten en sulfaten, in het water. Het meeste drinkwater bevat calcium dat bij verhitting neerslaat als calciumcarbonaat. Die neerslag wordt ook wel kalk, kalkaanslag of ketelsteen genoemd, verwijzend naar de aanslag in fluitketels.
Water met een hoge waterhardheid veroorzaakt veel kalkaanslag en veroorzaakt daarmee schade aan verwarmingselementen, maar bemoeilijkt ook de werking van zepen. Dat laatste is terug te vinden in de doseringen voor de vaatwasser of de wasmachine.
Waterhardheid is ook een belangrijke factor bij het houden van vissen in een aquarium. Afhankelijk van waar een vissoort in de natuur voorkomt, is water van een bepaalde hardheid een vereiste om de dieren van een gezond leven te verzekeren. Dit geldt nog meer bij het kweken van vis. Water in het stroomgebied van de Amazone is erg zacht (1 dH of minder), terwijl Cichliden uit het Tanganyikameer aan hardheden van 28 dH gewend zijn.

## Eenheden
Afhankelijk van het land worden Duitse, Engelse of Franse hardheidseenheden gebruikt. Dit zijn echter geen SI-eenheden
In België gebruikt men meestal de Franse hardheid (fH, soms °fH). 
In Nederland wordt de waterhardheid meestal uitgedrukt in Duitse hardheid (dH, soms: °dH, volgens de vijfde druk van BINAS D°). 1 dH staat voor 17,8 gram kalk per kubieke meter water (=mg/l). 
In de aquariumwereld wordt Duitse hardheid gebruikt.
- Water met een hardheid van 1 dH verkrijgt men door 10 mg CaO op te lossen in 1 liter water: dit komt overeen met 0,179 mmol/l Ca2+.
- Water met een hardheid van 1 fH wordt verkregen door 10 mg CaCO3 op te lossen 1 liter water: dit komt overeen met 0,100 mmol/l.
- Water met een hardheid van 1 ppm CaCO3 ontstaat door 1 mg calciumcarbonaat op te lossen in 1 liter water.

| Omrekentabel eenheden waterhardheid | Omrekentabel eenheden waterhardheid | Omrekentabel eenheden waterhardheid | Omrekentabel eenheden waterhardheid | Omrekentabel eenheden waterhardheid | Omrekentabel eenheden waterhardheid | Omrekentabel eenheden waterhardheid |
| ----------------------------------- | ----------------------------------- | ----------------------------------- | ----------------------------------- | ----------------------------------- | ----------------------------------- | ----------------------------------- |
|                                     |                                     | °dH                                 | °e                                  | °fH                                 | ppm                                 | mmol/l                              |
| Duitse hardheid                     | 1°dH =                              | 1                                   | 1,253                               | 1,78                                | 17,9                                | 0,179                               |
| Engelse hardheid                    | 1°e =                               | 0,798                               | 1                                   | 1,43                                | 14,3                                | 0,142                               |
| Franse hardheid                     | 1°fH =                              | 0,560                               | 0,702                               | 1                                   | 10                                  | 0,1                                 |
| CaCO3 (VS)                          | 1 ppm =                             | 0,056                               | 0,07                                | 0,1                                 | 1                                   | 0,01                                |
| mmol/l                              | 1 mmol/l =                          | 5,6                                 | 7,02                                | 10,00                               | 100,0                               | 1                                   |

## Typische waarden
Waterleidingbedrijven hanteren de onderstaande indeling:
| Bepaling watertype | Bepaling watertype | Bepaling watertype  | Bepaling watertype |
| ------------------ | ------------------ | ------------------- | ------------------ |
| Duitse Hardheid    | Franse Hardheid    | Concentratie zouten | type water         |
| 0 tot 4 dH         | 0 tot 7 fH         | 0–20 mg/l           | zeer zacht water   |
| 4 tot 8 dH         | 7 tot 15 fH        | 20–40 mg/l          | zacht water        |
| 8 tot 12 dH        | 15 tot 22 fH       | 40–60 mg/l          | gemiddeld water    |
| 12 tot 18 dH       | 22 tot 32 fH       | 60–80 mg/l          | vrij hard water    |
| 18 tot 30 dH       | 32 tot 55 fH       | 80–120 mg/l         | hard water         |
| >30 dH             | >55 fH             | >120 mg/l           | zeer hard water    |

## Normen voor drinkwater

### Waterbesluit Nederland
In Nederland zijn de kwaliteitseisen voor drinkwater opgenomen in het Drinkwaterbesluit. Vanaf juni 2017 is het herziene waterwerkblad 4.6 van kracht, waarin richtlijnen voor waterbehandeling uit artikel 4.6 van NEN 1006 worden uitgewerkt. Voor collectieve watervoorzieningen en collectieve leidingnetten gelden onder meer eisen ten aanzien van de hardheid en het beschikken over een meetprogramma. Voor woninginstallaties worden geen specifieke eisen aan de drinkwaterbehandeling gesteld.
In het Drinkwaterbesluit is voor hardheid alleen voorgeschreven dat waterleidingbedrijven drinkwater niet verder mogen ontharden of ontzouten dan 1 mmol/l (5,6 DH). Te zacht water tast koperen leidingen aan. De toetsing van hardheid vindt plaats aan de 90 percentiel van de meetgegevens. De totale hardheid wordt berekend uit het aantal mmol Ca2+ plus Mg2+ per liter (zie omrekentabel). Tot 2011 gold het Waterleidingbesluit waarin ook een bovengrens was opgenomen van 2,5 mmol/l (14 DH).

### Vlaanderen
Het Besluit van de Vlaamse Regering van 13/12/2002 vermeldt een hogere minimumwaarde: het water, bestemd voor menselijke consumptie, dat een ontharding of ontzilting heeft ondergaan moet een minimale hardheid van 15 Franse graden (8 DH) hebben. Dit besluit geldt net als in Nederland alleen voor drinkwaterbedrijven, niet voor particulieren. In lijn met deze wettelijke regeling raadt de Vlaamse Maatschappij voor Watervoorziening particulieren sterk af om onder de 15 Franse graden te ontharden.

## Saturatieindex

### Agressief water
Agressiviteit van drinkwater is gerelateerd aan het oplossen, uitlogen en corroderen van leidingmaterialen. Van oudsher wordt water als agressief aangeduid als het in staat is om kalksteen (CaCO3) op te lossen. Heyer toonde al in 1888 aan dat de agressiviteit van water te verminderen is door contact met kalksteen. Kalkagressief water heeft een te lage pH en kan leidingen van beton en asbestcement aantasten. Kalkafzettend water heeft een te hoge pH, hetgeen kan resulteren in afzettingen van ketelsteen. Om beide situaties te vermijden moet het water in evenwicht zijn (kalk-koolzuurevenwicht). De saturatie-index SI is een waarde voor de drijvende kracht in de neerslag- of oplosreactie. De praktijk leert dat bij een waarde van de SI tussen −0,2 en +0,3 de reacties zo traag zijn dat geen noemenswaardige effecten optreden.
Vanuit enkele pompstations van Vitens wordt drinkwater gedistribueerd dat voor wat betreft de saturatie-index niet voldoet aan de norm van het Waterleidingbesluit 2001 (SI > −0,2).
Blijkens experimenteel onderzoek van het Nederlandse onderzoeksbedrijf TNO leidt waterontharding minder snel tot corrosie van koperen leidingen.

### Uitspoeling van giftige stoffen
In 2004 was in De Gelderlander te lezen dat de waterleidingbedrijven extreme aantastingen van hun leidingen constateren in gebieden met natuurlijk zacht water. Het pvc waarvan de leidingen meestal worden gemaakt loste op. Pvc bevat een kleine hoeveelheid schadelijke stoffen, onder andere metaalzouten, monomeer vinylchloride en ftalaten.

## Kosten en baten
Drinkwater verder ontharden dan de gemiddelde hardheid kost geld, maar heeft ook kostenvoordelen voor consumenten en afvalwaterzuiveringsinstallaties. Een belangrijke factor daarbij is de bereidheid van consumenten om bij zachter water minder wasmiddelen te gebruiken conform het advies van de wasmiddelfabrikanten. Uit een onderzoek voor de situatie van PWN Waterleidingbedrijf Noord-Holland en Hoogheemraadschap Hollands Noorderkwartier blijkt dat de maatschappelijke baten al in evenwicht zijn met de kosten als 4% van de huishoudens de dosering van wasmiddelen verlaagt. Uit onderzoek van PWN blijkt dat maximaal 25% van de consumenten bereid is om minder wasmiddel te doseren als het water zachter zou zijn. Dit biedt voldoende perspectief om de kosten en baten van verder ontharden op lokale schaal uit te werken en waar mogelijk toe te passen.

### Wat is minder?
Uit een rapport van de Stichting Toegepast Onderzoek Waterbeheer (STOWA) blijkt dat een verlaging van de waterhardheid in heel Noord-Holland van gemiddeld 8,4 naar gemiddeld 7,8 dH, zou leiden tot een kostenstijging van 160.000 euro per jaar. Als alle 466.000 inwoners van het Hoogheemraadschap Hollands Noorderkwartier (HHNK) hun wasmiddeldosering hierop zouden aanpassen, zou dit leiden tot een besparing van 4,3 miljoen euro per jaar voor de huishoudens en 175.000 euro per jaar voor het hoogheemraadschap (rioolwaterzuivering).
De wasmiddelfabrikanten, verenigd in de Nederlandse Vereniging van Zeepfabrikanten (NVZ), hebben de doseerinformatie op hun verpakkingen afgestemd op de Europese regelgeving, ingedeeld naar de gradaties van waterhardheid: zacht, gemiddeld, hard.
| dH          | Dreft Klok Neutral Omo | Witte Reus     | Sapox      | Persil | Ariel Biotex    |
| 0 - 8,4     | Zacht                  | Licht          | Zacht      |        |                 |
| 8,4 - 14    | Gemiddeld              | Middel         | Middelhard | Licht  | Zacht/Gemiddeld |
| 14 of hoger | Hard                   | Hard/Zeer Hard | Hard       | Hard   | Hard            |

Door deze driedeling is er duidelijk verschil tussen de aanbevolen hoeveelheden, behalve bij Persil, Ariel en Biotex.

## Hard of zacht?

### DeBattelle Study
In 2009 en 2010 werd door de Amerikaanse Water Quality Association (WQA) een aantal onderzoeken gepubliceerd over de verschillen tussen en de effecten van hard en zacht water.
Bij het verwarmen van water dat harder is dan 3 dH, ontstaat ketelsteen, het vaste calciumcarbonaat en magnesiumcarbonaat:
Ca2+(aq) + 2 HCO3−(aq) ⇋ CaCO3(s) + H2O(l) + CO2(aq)
De aanslag is warmte-isolerend en verslechtert daarom de warmteoverdracht in bijvoorbeeld een verwarmingselement.
Het Battelle Instituut onderzocht specifiek het effect van hard versus zacht (kalkarm) water gedurende 90 dagen op verschillende CV-systemen werkend op gas. Al deze warmwatersystemen behielden bij gebruik van zacht water gedurende de gehele testperiode hun efficiëntie. In de hard-waterconditie werden dalingen in het rendement waargenomen. Met name combiketels verloren rendement en aangezien in Nederland voornamelijk combiketels worden gebruikt, beperkt dit artikel zich daartoe.
Er werden verschillende statistische methoden gebruikt om te berekenen hoeveel er bij welke waterhardheid te besparen valt op kosten voor gas en periodiek ontkalken van de CV. Door water volledig te ontharden kan er per persoon 131×5,4% = 7,1 m³ gas worden bespaard, wat bij de toenmalige gasprijs neerkomt op 0,66×7,1 = 4,71 euro per persoon per jaar.

### Neerslagvorming met zeep
Calcium- en magnesiumionen reageren met basische ionen uit zeep en slaan neer (verdwijnen uit het mengsel). Hierbij ontstaat een grauwe neerslag van kalkzepen.
Hoe harder het water is, des te meer zeep moet worden toegevoegd (schuimgetal), alvorens een bepaalde schuimwerking wordt verkregen. Wassen met hard water kost dus meer zeep (en dus meer geld). Bovendien worden (niet-synthetische) textielvezels stug bij gebruik van hard water voor de was, omdat de neerslag in de textielvezel terechtkomt. Om deze reden wordt voor de fabricage van wasmiddel tegenwoordig weinig of geen zeep gebruikt. In plaats daarvan worden andere detergenten gebruikt die niet gevoelig zijn voor hard water.

### Onderhoud apparatuur
Er werd berekend hoe vaak de CV gedurende de 10-jarige levensduur ontkalkt moet worden om storingen te voorkomen. Bij 10 dH was dat na 4,4 jaar. Over de gehele levensduur van de CV is dat dus 10/4,4 = 2,27 keer. Per dH komt dat neer op 0,23 ontkalkingsbeurten over de gehele levensduur.

## Wateronthardingmethodes

### Door verhitting
Zie hierboven bij 'Vorming ketelsteen', met dit verschil dat de verhardingsreactie gebeurt vóór het verwarmingselement, waardoor dat laatste gespaard blijft.

### Door een neerslagreactie
De ionen reageren en slaan neer, bijvoorbeeld door natriumcarbonaat (soda) toe te voegen aan het harde water:
Ca2+(aq) + CO32− → CaCO3 (s) en/of
Mg2+(aq) + CO32− → MgCO3 (s)
Ook door toevoegen van kalkmelk en zand als nucleatiekern kan water worden onthard, zie carbonatatie. De onoplosbare calcium- en magnesiumzouten kristalliseren en groeien in het proces op de zandkorrels aan tot kleine 'parels', die bezinken en uit de reactor worden verwijderd. In dit proces worden voor zover aanwezig ook ijzer, mangaan en arseen verwijderd.

### Door een kationenwisselaar
Een soort kunsthars (H in onderstaande vergelijkingen) zal de calciumionen inwisselen voor twee natriumionen; de schematische reactievergelijking:
Ontharding:
{\displaystyle {\ce {2Na+H^- + Ca^2+ <=> Ca^2+H^- + 2Na+}}}
{\displaystyle {\ce {2Na+H^- + Mg^2+ <=> Mg^2+H^- + 2Na+}}}
Regeneratie:
{\displaystyle {\ce {2NaCl + Ca^2+H^- <=> 2 Na^2+H^- + CaCl2}}}
{\displaystyle {\ce {2NaCl + Mg^2+H^- <=> 2 Na^2+H^- + MgCl2}}}
Bij deze ionenwisseling neemt het totaal aantal metaalionen niet af en blijft het water dus hard volgens de definitie. Als onder waterhardheid uitsluitend het aantal Ca- en Mg-ionen wordt verstaan, is er wel sprake van ontharding. Er kan immers geen kalkaanslag,  ofwel CaCO3 (s), meer ontstaan.

### Door een complexvormer
Aan wasmiddelen worden stoffen toegevoegd die metaalionen omvormen tot complexe ionen, die geen schade meer kunnen veroorzaken. Een voorbeeld van een dergelijke stof is pentanatriumtrifosfaat.

### Door een filter
Water wordt onder hoge druk door een zeer fijn filter (membraan) geperst. Nanofiltratiemembranen houden tweewaardige ionen zoals Ca2+ en Mg2+ tegen en ontharden daarmee het water. Omgekeerde osmose-membranen zijn nog iets dichter en houden vrijwel alle zouten tegen.

### Door destillatie
Gedestilleerd water bevat geen ionen en de hardheid is dus nul. Dat wil ook zeggen dat regenwater bijzonder zacht is, mits het opgevangen wordt in een vat dat geen ionen in oplossing doet gaan.

### Door een magneetveld
Er zijn bedrijven die waterontharders verkopen die op basis van een magneetveld zouden werken. Onderzoek door de Duitse consumentenbond (Stiftung Warentest) heeft geen meetbaar effect van deze apparaten kunnen aantonen.